# Саборна црква Успења Пресвете Богородице у Пироту
Саборна црква Успења Пресвете Богородице у Пироту је православни храм у Пироту у насељу Тијабара. Градња је почела 1868. године а завршена 1870. године. На том месту је раније била Стара православна црква из 1834. године. Ову цркву је градио тзв. мајстор Андреја Дамјановић. Основа Цркве јесте тробродно базиликално решење са тремом. Грађена је у романтичарском стилу али има и барокне, византијске и романске мотиве.
Према натпису са плоче изнад улазних врата, храм је изграђен добровољним прилозима „благочестивих, православних хришћана Пирота и околине, залагањем господина Живка Антића- Свињара”. За разлику од Старе цркве у Пазару, која је због ограничења прописаних од стране турских власти укопана у земљу, храм посвећен Успењу Пресвете Богородице се слободно уздиже у висине славећи име Божје и своје Заштитнице.
Већ наредне године осликана је ктиторска икона Богородица Портаитиса, дар Терзијског еснафа, рад Николаја Иванова, сликара чувене сликарске Самоковске школе. Сарадња са овом школом се наставља и 1872. године, када је у дуборезу израђен предивни иконостас, рад још једног Самоковског уметника, Стојче Фанкова (1810-1894). Са помагањем изградње храма настављено је и касније, у виду новчане помоћи за одржавање цркве или пак даривањем потребних предмета за несметано богослужење и уређење цркве. Богородица Млекопитатељница украс Тијабарске цркве, дар је обитељи Светог Јована Златоустог са Свете горе Атонске. Живописана је и освећена 1914. године, за време настојатеља Кирила.
Велика реконструкција Храма је почета 2013. године а завршена 2015. године.
Слава овог Храма је 28. августа када је уједно и слава града Пирота.

## Ризница богослужбених предмета
Међу богослужбеним предметима Саборне цркве Успења Пресвете Богородице у Пироту налазе се:
- Анафорник из 1847 од сребра, начињен у форм и зделе  са именима црквених епитропа.[2]
- Путир са именом Гоге Цупоње на стопи.  Ова личност помиње се у Тефтеру Нишавске митрополије крајем четрдесетих година 19. века, када се може датовати и израда овог кованог предмета.[2]
- Путир од масивног кованог и искуцаваног сребра из 1859. године, који је дар монахиње Јефимије.[2]
- Богородица Млекопитатељница, дар породице Светог Јована Златоустог са Свете горе Атонске.